# Xã Barto, Quận Roseau, Minnesota
Xã Barto (tiếng Anh: Barto Township) là một xã thuộc quận Roseau, tiểu bang Minnesota, Hoa Kỳ. Năm 2010, dân số của xã này là 138 người.